# The dark side of the Moog, vol. 7
The dark side of the Moog, vol. 7 is een studioalbum van Klaus Schulze, Peter Namlook (eigenlijk Peter Kuhlman) en Bill Laswell. Het bevat de voortzetting van de samenwerking tussen deze drie specialisten binnen de elektronische muziek. Opnamen vonden plaats in een geluidsstudio in Traben-Trarbach.
De opname verscheen bij Fax, hetgeen na verloop van tijd distributieproblemen kende en verdween. In 2015 bracht Schulze de gehele serie in drie verzamelboxen uit op zijn eigen platenlabel MIG (Made In Germany). 
De titel van de reeks is een verbastering van Pink Floyds muziekalbum The Dark Side of the Moon. Het is tevens een verwijzing naar het synthesizermerk Moog. De tracks van deel 7 heten alle Obscured by Klaus, een variant op Pink Floyd’s album Obscured by Clouds. Schulze en Namlook verklaarden dat er geen verband is tussen de muziek van hun en die van Pink Floyd, maar dat het verband gezocht moet worden in het gebruik van de Moog, bij Pink Floyd door Richard Wright, al speelde die niet meer mee op genoemd album. 

## Musici
- Klaus Schulze, Peter Namlook, Bill Laswell – synthesizers, elektronica

## Muziek
| Nr. | Titel                        | Duur  |
| --- | ---------------------------- | ----- |
| 1.  | Obscured by Klaus (part I)   | 5:01  |
| 2.  | Obscured by Klaus (part II)  | 7:25  |
| 3.  | Obscured by Klaus (part III) | 19:01 |
| 4.  | Obscured by Klaus (part IV)  | 6:37  |
| 5.  | Obscured by Klaus (part V)   | 3:43  |
| 6.  | Obscured by Klaus (part VI)  | 8:10  |